# Cantó de Lo Puèi de Velai Nord
El cantó de Lo Puèi de Velai Nord és un cantó francès del departament de l'Alt Loira, situat al districte de Lo Puèi de Velai. Té sis municipis i part del de Lo Puèi de Velai.

## Municipis
- Aiguilhe
- Chadrac
- Chaspinhac
- Malrevers
- Le Monteil
- Polinhac
- Lo Puèi de Velai (part)

## Història
| Data d'elecció                           | Identitat         | Partit                    | Qualitat |
| ---------------------------------------- | ----------------- | ------------------------- | -------- |
| 1951-1967                                | Eugène Pébellier  | Divers droite             |          |
| 1967-1970                                | Célestin Quincieu | RI                        |          |
| 1970-1982                                | M. Gardès         | PS, després Divers gauche |          |
| 1982-1988                                | Marthe Laurent    | Divers droite             |          |
| 1988-1992                                | Raymond Jean      | UDF-CDS                   |          |
| 1992-                                    | Gérard Convert    | PS                        |          |
| les dades anteriors no són pas conegudes |                   |                           |          |
|                                          |                   |                           |          |